# Die Mauer – Berlin '61
Die Mauer – Berlin ’61 é um telefilme de drama alemão escrito e dirigido por Hartmut Schoen e estrelado por Heino Ferch e Inka Friedrich. O filme foi exibido no canal Arte pela primeira vez em 29 de setembro de 2006 e a ARD o exibiu em 4 de outubro de 2006.

## Sinopse
13 de agosto de 1961: Berlim Oriental fecha suas fronteiras. Hans Kuhlke (Heino Ferch) e sua esposa Katharina (Inka Friedrich) estão visitando amigos na parte oeste da cidade quando todos os acessos são fechados. Do outro lado do “muro” erguido está seu filho Paul (Frederick Lau), de 14 anos.

## Elenco
- Heino Ferch como Hans Kuhlke
- Inca Friedrich como Katharina Kuhlke
- Iris Berben como Lavínia Kellermann
- Axel Prahl como Erwin Sawatzke
- Frederick Lau como Paul Kuhlke
- Wilfried Hochholdinger como Funcionário e educador da FDJ
- Lisa Altenpohl como Refugiada
- Johanna Gastdorf como Renate Sawatzke
- Jule Gartzke como Franziska
- Marie Gruber como Vizinha
- Axel Buchholz como Policial
- Christine Schorn como Proprietária do quiosque
- Jan Hasenfuß como Soldado da fronteira
- George Lenz como Fotógrafo Robert Braut
- Ralph Misske como Funcionário do centro de aconselhamento para refugiados
- Sybille J. Schedwill como Mulher no trem